# Seznam dílů seriálu Doktorka podsvětí
Toto je seznam dílů seriálu Doktorka podsvětí.

## Přehled řad
| Řada | Díly | Premiéra v USA | Premiéra v USA | Premiéra v ČR | Premiéra v ČR   |
| Řada | Díly | První díl      | Poslední díl   | První díl     | Poslední díl    |
| ---- | ---- | -------------- | -------------- | ------------- | --------------- |
| 1    | 13   | 17. září 2012  | 7. ledna 2013  | 2. dubna 2013 | 15. června 2013 |

## Seznam dílů

### První řada (2012–2013)
| Č. v seriálu | Původní název     | Český název           | Režie           | Scénář                             | Premiéra v USA     | Premiéra v ČR   |
| ------------ | ----------------- | --------------------- | --------------- | ---------------------------------- | ------------------ | --------------- |
| 1            | Pilot             | Kariéra               | Michael Dinner  | Josh Berman a Rob Wright           | 17. září 2012      | 2. dubna 2013   |
| 2            | Family Secrets    | Rodinná tajemství     | Michael Dinner  | Josh Berman a Rob Wright           | 24. září 2012      | 9. dubna 2013   |
| 3            | Protect and Serve | Chránit a sloužit     | Ken Olin        | Carla Kettner                      | 1. října 2012      | 16. dubna 2013  |
| 4            | Change of Heart   | Volba srdcem          | Michael Dinner  | Mick Betancourt                    | 8. října 2012      | 23. dubna 2013  |
| 5            | Legacy            | Dědictví              | Thomas Carter   | Cathryn Humphris                   | 5. listopadu 2012  | 30. dubna 2013  |
| 6            | Complications     | Komplikace            | Randy Zisk      | Carla Kettner                      | 12. listopadu 2012 | 7. května 2013  |
| 7            | Turf War          | Dostihová válka       | Daniel Sackheim | Aaron Helbing a Todd Helbing       | 19. listopadu 2012 | 14. května 2013 |
| 8            | Game Changers     | Změny hry             | David Grossman  | Erik Oleson                        | 26. listopadu 2012 | 21. května 2013 |
| 9            | Fluid Dynamics    | Dynamika kapaliny     | Ken Olin        | Lance Gentile                      | 3. prosince 2012   | 28. května 2013 |
| 10           | Confessions       | Doznání               | Peter Weller    | Mick Betancourt a Cathryn Humphris | 29. prosince 2012  | 2. června 2013  |
| 11           | Sibling Rivalry   | Sourozenecká rivalita | Adam Arkin      | Erik Oleson                        | 31. prosince 2012  | 8. června 2013  |
| 12           | Resurrection      | Zmrtvýchvstání        | Kate Woods      | Zachary Lutsky                     | 5. ledna 2013      | 8. června 2013  |
| 13           | Life and Death    | Život a smrt          | Michael Watkins | Josh Berman a Rob Wright           | 7. ledna 2013      | 15. června 2013 |